# Sectorul Pankow
Sectorul Pankow este sectorul 3 al Berlinului, care a fost extins la data de 01.01.2001.

## Cartiere
- Bezirk Pankow
  - 0301 Prenzlauer Berg
  - 0302 Weißensee
  - 0303 Blankenburg
  - 0304 Heinersdorf
  - 0305 Karow
    - Stadtrandsiedlung Buch

  - 0306 Stadtrandsiedlung Malchow
  - 0307 Pankow
  - 0308 Blankenfelde
    - Arkenberge

  - 0309 Buch
  - 0310 Französisch Buchholz
  - 0311 Niederschönhausen
    - Nordend
    - Schönholz

  - 0312 Rosenthal
  - 0313 Wilhelmsruh